# 149 (število)
149 (stó devétinštírideset) je naravno število, za katero velja 149 = 148 + 1 = 150 - 1.

## V matematiki
- sedmo iregularno praštevilo.
- Eisensteinovo praštevilo brez imaginarnega ali realnega dela oblike {\displaystyle 3n-1}.
- Pillaiovo praštevilo.